# Oxydothis bambusicola
Oxydothis bambusicola är en svampart som beskrevs av Shenoy, Jeewon & K.D. Hyde 2005. Oxydothis bambusicola ingår i släktet Oxydothis, ordningen kolkärnsvampar, klassen Sordariomycetes, divisionen sporsäcksvampar och riket svampar.   Inga underarter finns listade i Catalogue of Life.